# Monoblastus macer
Monoblastus macer là một loài tò vò trong họ Ichneumonidae.